# Grzegorz Kostrzewa-Zorbas
Grzegorz Jacek Kostrzewa-Zorbas (ur. 26 lipca 1958 w Warszawie) – polski politolog, dziennikarz, dyplomata i samorządowiec.

## Życiorys

### Wykształcenie
Ukończył w 1977 eksperymentalną uniwersytecką klasę matematyczną w XIV Liceum Ogólnokształcącym im. Klementa Gottwalda w Warszawie. Tytuł zawodowy magistra uzyskał na Wydziale Wiedzy o Teatrze Państwowej Wyższej Szkoły Teatralnej w Warszawie. Na Wydziale Reżyserii tej samej uczelni zdobył absolutorium z prawem do reżyserowania. Kształcił się też w dziedzinie bezpieczeństwa narodowego na Uniwersytecie Georgetown, uzyskał doktorat w zakresie stosunków międzynarodowych Uniwersytetu Johnsa Hopkinsa w Waszyngtonie. Był uczniem m.in. Zbigniewa Brzezińskiego i Eliota Cohena.

### Działalność przed 1989
W okresie PRL działał w opozycji demokratycznej od 1978. W latach 1980–1984 był działaczem Niezależnego Zrzeszenia Studentów. W stanie wojennym zajmował się redagowaniem i dystrybucją wydawnictw drugiego obiegu, m.in. „Służby Informacyjnej Studentów” i „Biuletynu Oporu”. W latach 1985–1989 był redaktorem naczelnym założonego przez siebie podziemnego pisma „Nowa Koalicja”, doradzał w tym okresie „Solidarności”. Pod pseudonimami („Marcin Mięguszowiecki”, „Adam Realista” i innymi) pisał m.in. dla „Tygodnika Mazowsze” oraz pism emigracyjnych „Kontakt” (Paryż) i „Rzeczpospolita Polska” (Londyn), a pod nazwiskiem dla „Więzi”. Za udział w strajku w „Ursusie” w sierpniu 1988 zatrzymany i skazany na karę 14 dni aresztu. Decyzją szefa Urzędu do Spraw Kombatantów i Osób Represjonowanych w 2016 uzyskał potwierdzenie statusu działacza opozycji antykomunistycznej i osoby represjonowanej z powodów politycznych.

### Działalność po 1989
W okresie rządów Tadeusza Mazowieckiego, Jana Krzysztofa Bieleckiego i Jana Olszewskiego pełnił kolejno funkcje wicedyrektora Departamentu Europy oraz dyrektora Departamentu Planowania i Analiz Ministerstwa Spraw Zagranicznych. Był pierwszym głównym negocjatorem umowy o wycofaniu z Polski Armii Radzieckiej. Od kwietnia do lipca 1992 zajmował stanowisko dyrektora biura Ministra Obrony Narodowej ds. polityki obronnej.
Po odejściu z MON prowadził w latach 1992–1998 badania w USA, m.in. nad zagadnieniami globalizacji i terroryzmu. Od 1999 do 2004 pozostawał pracownikiem naukowym Uniwersytetu Warszawskiego. Był związany z Wyższą Szkołą Handlu i Prawa im. Ryszarda Łazarskiego (gdzie pełnił funkcję prodziekana Wydziału Zarządzania), Szkołą Wyższą Psychologii Społecznej w Warszawie oraz Wyższej Szkoły Ekonomiczno-Informatycznej w Warszawie. W 2013 został pracownikiem naukowym w Zakładzie Bezpieczeństwa Narodowego Wojskowej Akademii Technicznej.
W 2006 został współzałożycielem i prezesem Stowarzyszenia Wybieram Rozwój, zajmującego się edukacją polityczną i obywatelską. W 2008 stworzył organizację Ład na Mazowszu: Stowarzyszenie Ochrony i Promocji Miast Ogrodów i Historycznych Miejscowości Centralnego Mazowsza, obejmując stanowisko prezesa zarządu tej organizacji. W tym samym roku wszedł w skład zarządu międzynarodowego stowarzyszenia regionów Europy ds. lotnictwa cywilnego Airport Regions Conference.
W 2004 wstąpił do Platformy Obywatelskiej. W wyborach samorządowych w 2006 z jej listy został radnym sejmiku mazowieckiego z okręgu podwarszawskiego, uzyskując 28 515 głosów. Przewodniczył Komisji Strategii Rozwoju Regionalnego i Zagospodarowania Przestrzennego sejmiku. W 2007 wystąpił z PO. Później wrócił do tej partii i w 2009 bez powodzenia kandydował z jej listy do Parlamentu Europejskiego w okręgu warszawskim. W 2010 kandydował bezskutecznie do rady powiatu piaseczyńskiego z listy Krajowej Wspólnoty Samorządowej, a rok później również bez powodzenia do Senatu z ramienia Obywateli do Senatu (wcześniej ponownie odszedł z PO).
W 2010 został powołany do prezydenckiego Zespołu Doradczo-Konsultacyjnego Strategicznego Przeglądu Bezpieczeństwa Narodowego. Opublikował książkę Mazowsze 24 (Oficyna IMBIR, Warszawa 2010) na temat kultury, historii, przyrody, gospodarki, infrastruktury i perspektyw rozwoju Centralnego Mazowsza. Autor publikacji w prasie ogólnopolskiej i lokalnej. W latach 2012–2017 był współpracownikiem czasopisma „W Sieci”.

## Odznaczenia
W 2012, za wybitne zasługi w działalności na rzecz przemian demokratycznych w Polsce, został przez prezydenta Bronisława Komorowskiego odznaczony Krzyżem Oficerskim Orderu Odrodzenia Polski. W 2019 prezydent Andrzej Duda odznaczył go Krzyżem Wolności i Solidarności.